# Luigi De Manincor
Luigi De Manincor   (Trieste, 14 de juliol de 1910 - Varazze, 13 de febrer de 1986) va ser un regatista italià, vencedor d'una medalla olímpica.
El 1936 va prendre part en els Jocs Olímpics d'Estiu de Berlín, on va guanyar la medalla d'or en la competició de 8 metres, a bord de l'Italia, del programa de vela. Una vegada finalitzada la Segona Guerra Mundial va participar en els Jocs de Londres de 1948, on fou cinquè en la competició de Classe Dragon.
En el seu palmarès també destaquen cinc campionats nacionals de la classe 6 metres.